# Ulica Andrzeja Potebni w Krakowie
Ulica Andrzeja Potebni – ulica w Krakowie, w dzielnicy XIII Podgórze, w Podgórzu. 
Łączy ulicę Parkową z deptakiem ulicy Tatrzańskiej, ślepa, jednojezdniowa.

## Historia
Ulica została w obecnym kształcie wytyczona w drugiej połowie XIX wieku i początkowo nosiła nazwę ul. Szkolnej, umotywowaną znajdującą się przy ulicy szkołą miejską (Zespół Szkół Ogólnokształcących nr 39). Obecnie (2024) budynek jest własnością Akademii Muzycznej im. Krzysztofa Pendereckiego, ma w nim siedzibę Katedra Muzyki Kościelnej.
W 1937 roku została przemianowana na ul. Braci Dudzińskich, a w 1951 roku Rada Miasta Krakowa nadała ulicy obecną nazwę dla upamiętnienia Andrzeja Potebni, ukraińskiego rewolucjonisty, oficera armii rosyjskiej walczącego w powstaniu styczniowym po stronie polskiej.

## Zabudowa
- ul. Andrzeja Potiebni 2 (ul. Parkowa 1, ul. Rękawka 2) – kamienica, ok. 1925.
- ul. Andrzeja Potiebni 4 – kamienica. Projektował Alfred Kramarski, Ludwik Paciorkowski, 1927–1929.
- ul. Andrzeja Potiebni 5 – kamienica, ok. 1939.
- ul. Andrzeja Potiebni 7 – budynek dawnej Szkoły Miejskiej, 1896.
- ul. Andrzeja Potiebni 9 – kamienica. Projektował Antoni Dostal, J. Wyspiański, 1923–1926[a].

Opracowano na podstawie źródła: Gminnej ewidencji zabytków – Kraków.